# Starožitnosti

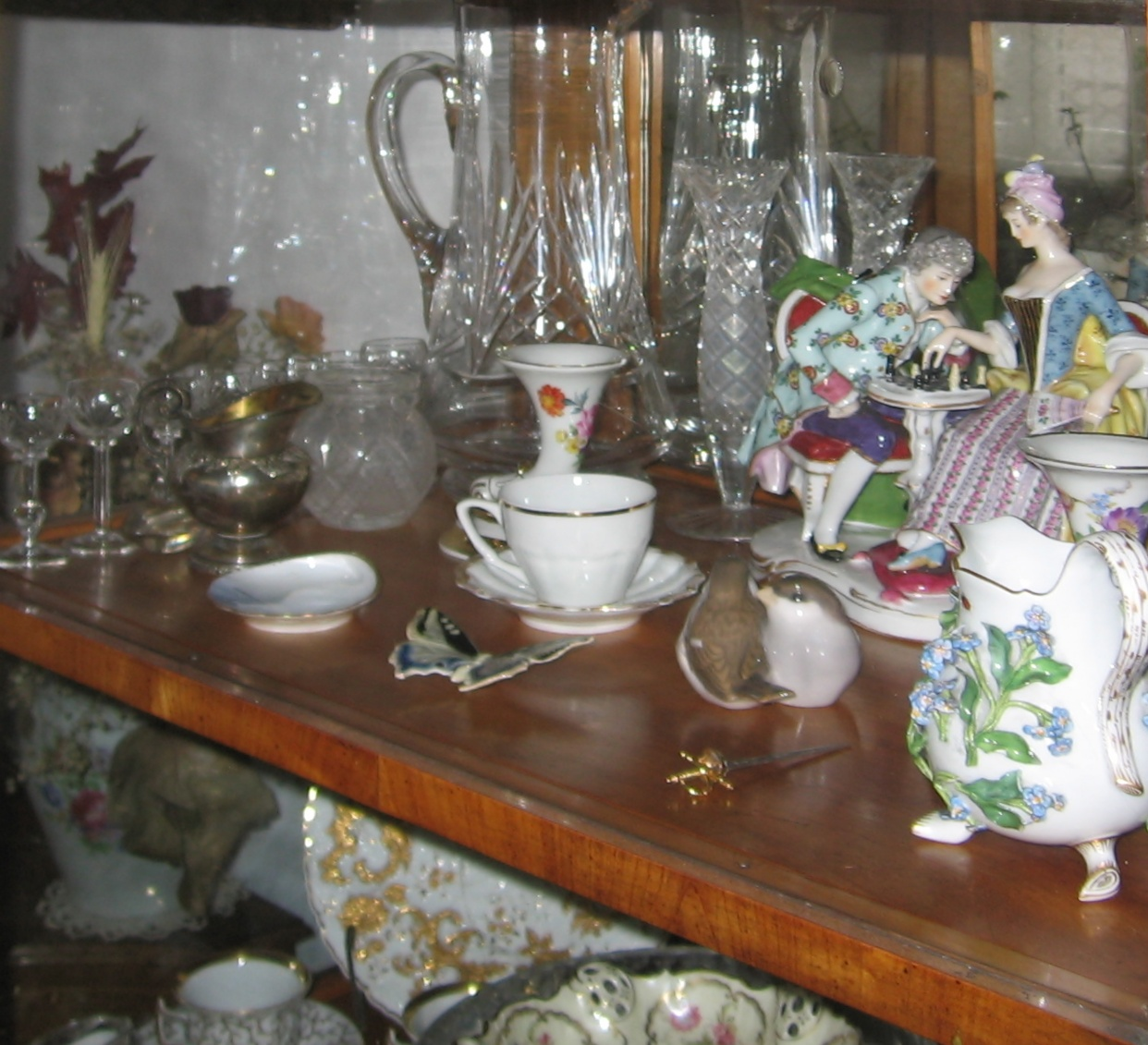
Starožitnosti: sklo a porcelán

Starožitnosti nebo antikvity (angl. antiques), někdy také mobiliář, jsou sběratelsky významné předměty z různých oborů výtvarného umění, uměleckých řemesel, průmyslového designu nebo dějin techniky, které se už delší dobu nevyrábějí ani nepoužívají, a jsou tedy poměrně vzácné. Obvykle bývají zhotoveny ručně, nebo vyrobené v manufakturách z přírodních materiálů, často jsou umělecky a historicky cenné. V památkovém zákoně se pro starožitnosti stanovuje minimální stáří 50 let[zdroj?], vzhledem k rychlým změnám technologií a sortimentu výroby i módy se však tato hranice stále snižuje.

## Obory
V českých zemích, stejně jako ve světovém sběratelství, se za starožitnosti považují:
- obrazy a malované miniatury všech technik
- sochy kamenné, kovové, sádrové odlitky, dřevořezby i slonovina
- slohový a lidový nábytek, doplňky interiéru
- sklo, porcelán a keramika včetně archeologického materiálu
- nádobí a příbory z drahých kovů, ale i z alpaky, bronzu, mosazi, cínu či železa
- rituální náboženské předměty liturgické i kultovní
- hodiny a hodinky
- šperky, gemy, skleněná a kovová bižuterie
- galanterie, šicí a kuřácké potřeby
- mince, medaile, řády, vyznamenání, plakety a odznaky
- oděvy, oděvní doplňky, klobouky a obuv
- tkané textilie, výšivky, tapisérie a koberce
- kresby a grafika
- staré tisky, knihy a bibliofilie
- ostatní tiskoviny (akcie, dlužní úpisy, vývěsky, programy, jízdní řády, jízdenky, vstupenky)
- staré řemeslnické, zemědělské i kuchyňské nářadí, nástroje a náčiní
- staré výrobní stroje a přístroje
- staré dopravní prostředky
- osvětlovací tělesa
- staré hudební nástroje
- staré zbraně, výzbroj a výstroj
- stará pouzdra a obaly
- kadluby a formy

## Sběratelství a obchod

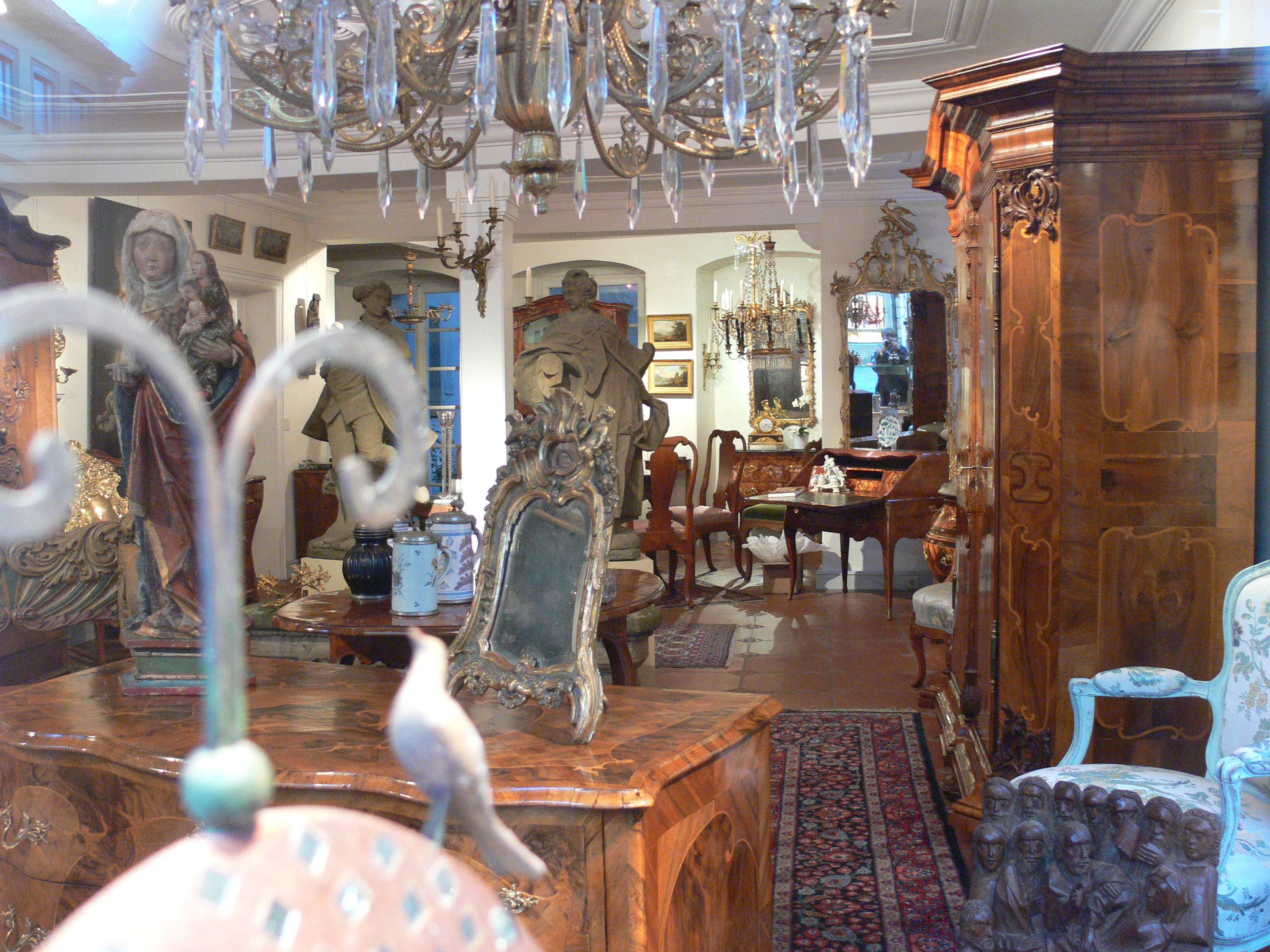
Obchod se starožitnostmi v Bambergu

## Historie
Sběratelský zájem o starožitnosti se datuje do antiky, již Římané sbírali řecké sochy. Velký rozvoj nastal v období renesance jak na královských dvorech, tak ve společnosti šlechtických sběratelů a mecenášů na zámcích a v palácích (Medicejští, Borgiové, Estenští, Viscontiové, Sforzové, Gonzagové a další), ale také v kruzích vzdělanců. Kabinety kuriozit a starožitností pokračovaly dále ve svém rozvoji v období baroka, a zejména v osvícenství. Během 19. století začaly vznikat vedle soukromých rovněž veřejná muzea a galerie, s rozšiřováním bezcenné průmyslové výroby obliba rukodělných starožitností stále rostla a s ní i ceny. 

## Současnost
S nejlepšími starožitnostmi se obchoduje celostátně, mezistátně, zejména na veřejných aukcích. K nejvýznamnějím aukčním síním v České republice patří European Arts, Galerie Kodl, Vltavín, Brandl, Aukční dům Sýpka, Galerie Dolmen, 1. Art Consulting Brno-Prague, Aukční dům Zezula a další. V České republice mají své zastoupení také evropské aukční síně jako Dorotheum, Christie's nebo Sotheby's, které poskytují bezplatnou službu oceňování starožitností. Některé aukce probíhají pouze on-line, také některá starožitnictví působí pouze na internetu, například e-antik, obrazy-v-aukci nebo e-starožitnosti.

### Hodnota a ceny
Hodnota předmětu je relativně neměnná veličina označující jeho skutečnou cenu, odvozenou z ceny materiálu, technologie a práce vynaložené k jeho zpracování, a další aspekty: ojedinělost či stav zachovalosti předmětu, jeho estetická a/nebo užitná hodnota. Tržní cena je proměnlivá,  určuje ji aktuální poptávka po předmětu na trhu. Tržní cena tak může být nižší než hodnota, nebo - častěji - daleko vyšší. Tržní cena není jednotná, určují si ji sami starožitníci, takže se v různých obchodech (městech, zemích) může značně lišit.
V obchodě se starožitnostmi se rozlišují předměty unikátní, nejvyšší („muzejní“ nebo „galerijní“) kvality, u nichž se kromě stylu, materiálu a technik cení také signatury či datace, nízký stupeň opotřebení, dále starožitnosti s průměrnou uměleckou a historickou cenou, a konečně ostatní sběratelsky zajímavé předměty, jaké se často prodávají i ve vetešnictví nebo na bleším trhu.

## Starožitníci
Starožitníci, zejména obchodníci s uměním, bývají ke své profesi školeni. Někteří absolvují vysokoškolské studium dějin umění nebo mají ekonomické vzdělání, jež si doplňují pomocí nástavbových kursů. Tak mohou získat certifikát soudního znalce. V České republice jsou starožitníci a jejich obchody od roku 1991 sdruženi v Asociaci starožitníků.,. Asociace sběratelům poskytuje bezplatnou poradnu a pořádá pravidelně dvakrát ročně Veletrhy starožitností Antique. Posudky a finanční ocenění vzácných starožitností formou písemného znaleckého posudku s úředním razítkem provádějí k tomu příslušní soudní znalci, sdružení při soudech podle místa bydliště. Ta provozuje Rudolfinskou akademii, odbornou starožitnickou školu se sídlem v Praze 9 – Vysočanech.

### Vývoz starožitností
Vývoz cenných starožitností je ve většině zemí světa (včetně ČR) omezen celními zákazy a předpisy. Starožitnosti, které se smějí vyvézt do zahraničí, musí být schváleny znaleckou institucí a opatřeny vývozním povolením s fotografií a razítkem. Vývozní povolení vydávají odborné národní instituce, jako Národní galerie v Praze, Národní památkový ústav (generální ředitelství) v Praze 1, Uměleckoprůmyslové muzeum v Praze, Vojenský historický ústav, Národní technické muzeum, Náprstkovo muzeum, Moravské zemské muzeum v Brně aj. Tytéž předpisy se vztahují na archeologické nálezy.

### Krádeže starožitností
Sbírku starožitností by si majitel měl zdokumentovat, zabezpečit proti krádeži a pojistit. Krádeže starožitností v České republice nebo jejich nelegální prodej je třeba ihned nahlásit Policii České republiky . Nezvěstné či uloupené starožitnosti lze také vyhledávat v registru ukradených starožitností.

## Restaurování a konzervace
Starožitné předměty se odborně restaurují (obnovují) nebo konzervují. Restaurování obrazů a soch podléhá předpisům, smějí je vykonávat pouze vysokoškolsky školení restaurátoři s licencí Ministerstva kultury ČR, jsou povinni provádět všestranný průzkum, fotografickou a textovou dokumentaci, předat ji majiteli díla a archivovat. Také pro všechny obory uměleckých řemesel jsou evidováni odborně školení restaurátoři. Každý restaurátor nebo konzervátor smí provádět práce pouze v tom oboru, pro který má vystavenu licenci.

#### Časopisy a noviny
- Art & Antiques – tištěný i internetový měsíčník, vydává od července roku 2002 Artantiques media, s.r.o., jejímž jednatelem a šéfredaktorem časopisu je Jan Skřivánek[1]
- Starožitnosti a umění
- Sběratelské noviny – příležitostný list, vydávaný od roku 2010 společností Ambit Media a. s.[2]

#### Knihy
- Hidde Halbertsma: Encyklopedie starožitností, Rebo, Čestlice 2000, ISBN 80-7234-121-9
- Albert Jackson: Starožitnosti – ošetřování a opravy, Slovart, Bratislava 1994, ISBN 80-7145-090-1
- Eva Medková, Andrea Bohmannová: Starožitný nábytek – údržba a opravy, Státní nakladatelství technické literatury, Praha 1985
- Paul Alterbury: Encyklopedie starožitností. Bratislava 1994
- Zdeněk Knápek: Rukověť starožitníka a sběratele – 1. díl, Rubico, Olomouc 1998, ISBN 80-85839-22-9
- Zdeněk Knápek: Rukověť starožitníka a sběratele – 2. díl, Rubico, Olomouc 1999, ISBN 80-85839-32-6
- Zdeněk Knápek: Rukověť starožitníka a sběratele – 3. díl, Rubico, Olomouc 1999, ISBN 80-85839-39-3
- Zdeněk Knápek: Rukověť starožitníka a sběratele – speciál, Rubico, Olomouc 2000, ISBN 80-85839-50-4
- Zdeněk Knápek: Rukověť starožitníka a sběratele – 4. díl, Rubico, Olomouc 2001, ISBN 80-85839-53-9
- Zdeněk Knápek, Alois Vláčil: Rukověť starožitníka a sběratele – 5. díl, Rubico, Olomouc 2002, ISBN 80-85839-78-4
- Dana Stehlíková: Encyklopedie českého zlatnictví, stříbrnictví a klenotnictví. Libri Praha 2003